# بودنگن
بودنگن (به لهستانی:  Budynin) یک روستا در لهستان است که در گمینا اولخووک واقع شده‌است. بودنگن ۲۱۰ نفر جمعیت دارد.